# Ardeola
Az Ardeola a madarak (Aves) osztályának a gödényalakúak (Pelecaniformes) rendjébe, ezen belül a gémfélék (Ardeidae) családjába és a gémformák (Ardeinae) alcsaládjába tartozó nem.

## Rendszerezésük
A nemet Friedrich Boie 1822-ben, az alábbi 6 faj tartozik ide:
- üstökösgém (Ardeola ralloides)
- indiai üstökösgém (Ardeola grayii)
- kínai üstökösgém (Ardeola bacchus)
- pompás indonéz üstökösgém (Ardeola speciosa)
- kékcsőrű gém (Ardeola idae)
- vöröshasú gém (Ardeola rufiventris)